# UEFA Nations League 2018/19 Divisie B
De UEFA Nations League 2018/19 Divisie B was de tweede divisie van UEFA Nations League. Het toernooi dat de vriendschappelijk duels vervangt. Het toernooi begon in september 2018 en eindigde in november 2018. De winnaars van de 4 groepen van deze divisie promoveerden naar divisie A, het hoogste niveau. Aan dit toernooi deden 12 landen mee. Aanvankelijk zouden de landen die derde eindigden in de groep degraderen naar divisie C, maar dit werd later ongedaan gemaakt door het aantal landen in deze divisie te verhogen van 12 naar 16 in 2020 .

## Beslissingscriteria
Als twee of meer landen in de groep gelijk eindigen, met evenveel punten, dan gelden de volgende criteria om te bepalen welk landen boven de ander eindigt:
1. Hoogste aantal punten verkregen bij de onderlinge wedstrijden tussen de teams;
2. Doelsaldo verkregen bij de onderlinge wedstrijden tussen de gelijk eindigende teams (als er meer dan twee teams gelijk staan);
3. Hoogste aantal gescoorde doelpunten verkregen bij de onderlinge wedstrijden tussen de teams (als er meer dan twee teams gelijk staan);
4. Hoogste aantal gescoorde uitdoelpunten verkregen bij de onderlinge wedstrijden tussen de teams
5. Als er na criteria 1 tot en met 4 nog steeds landen gelijk staan dan gelden de volgende criteria:
6. Doelsaldo in alle groepswedstrijden;
7. Aantal doelpunten gescoord in alle groepswedstrijden;
8. Aantal uitdoelpunten gescoord in alle groepswedstrijden;
9. Aantal overwinningen in alle groepswedstrijden;
10. Aantal uitoverwinningen in alle groepswedstrijden;
11. Fair-Playklassement van het toernooi (1 punt voor een enkele gele kaart, 3 punten voor een rode kaart ten gevolge van 2 gele kaarten, 3 punten voor een directe rode kaart, 4 punten voor een gele kaart gevolgd door een directe rode kaart);
12. Positie op de UEFA-coëfficiëntenranglijst;

## Deelnemende landen
De loting vond plaats op woensdag 24 januari 2018 in Lausanne, Zwitserland. Om politieke redenen mogen Oekraïne en Rusland niet tegen elkaar loten.
| Team           | UEFA-coëfficiënt | Plaats |
| -------------- | ---------------- | ------ |
| Oostenrijk     | 29,418           | 13     |
| Wales          | 29,269           | 14     |
| Rusland        | 29,258           | 15     |
| Slowakije (PO) | 28,555           | 16     |

| Team                       | UEFA-coëfficiënt | Plaats |
| -------------------------- | ---------------- | ------ |
| Zweden                     | 28,487           | 17     |
| Oekraïne                   | 28,286           | 18     |
| Ierland (PO)               | 28,249           | 19     |
| Bosnië en Herzegovina (PO) | 28,200           | 20     |

| Team               | UEFA-coëfficiënt | Plaats |
| ------------------ | ---------------- | ------ |
| Noord-Ierland (PO) | 27,127           | 21     |
| Denemarken         | 27,052           | 22     |
| Tsjechië           | 27,028           | 23     |
| Turkije            | 26,538           | 24     |

| Legenda |                                            |
|         | Gepromoveerd naar een hogere divisie.      |
| PO      | Gekwalificeerd voor play-off voor EK 2020. |

## Groepen en wedstrijden

### Groep 1
| Pos | Team      | Wed | W | G | V | Ptn | DV | DT | +/− | Promotie                |
| --- | --------- | --- | - | - | - | --- | -- | -- | --- | ----------------------- |
| 1   | Oekraïne  | 4   | 3 | 0 | 1 | 9   | 5  | 5  | 0   | Promotie naar divisie A |
| 2   | Tsjechië  | 4   | 2 | 0 | 2 | 6   | 4  | 4  | 0   |                         |
| 3   | Slowakije | 4   | 1 | 0 | 3 | 3   | 5  | 5  | 0   |                         |

|                                                   |           |       |                                    | |
| 6 september 2018 «onderlinge duels» 21:00 (UTC+2) | Tsjechië  | 1 − 2 | Oekraïne                           | Městský fotbalový stadion Miroslava Valenty, Uherské Hradiště Toeschouwers: 7.974 Scheidsrechter: Anthony Taylor |
| 6 september 2018 «onderlinge duels» 21:00 (UTC+2) | Schick 4' |       | 45+1' Konopljanka 90+3' Zintsjenko | Městský fotbalový stadion Miroslava Valenty, Uherské Hradiště Toeschouwers: 7.974 Scheidsrechter: Anthony Taylor |

|                                                   |                       |       |           |                                                                          |
| 9 september 2018 «onderlinge duels» 16:00 (UTC+3) | Oekraïne              | 1 − 0 | Slowakije | Arena Lviv, Lviv Toeschouwers: 0 Scheidsrechter: Anastasios Sidiropoulos |
| 9 september 2018 «onderlinge duels» 16:00 (UTC+3) | Jarmolenko 80' (pen.) |       |           | Arena Lviv, Lviv Toeschouwers: 0 Scheidsrechter: Anastasios Sidiropoulos |

|                                                  |            |       |                         |                                                                                        |
| 13 oktober 2018 «onderlinge duels» 15:00 (UTC+1) | Slowakije  | 1 − 2 | Tsjechië                | Štadión Antona Malatinského, Trnava Toeschouwers: 17.111 Scheidsrechter: Slavko Vinčić |
| 13 oktober 2018 «onderlinge duels» 15:00 (UTC+1) | Hamšík 62' |       | 52' Krmenčík 76' Schick | Štadión Antona Malatinského, Trnava Toeschouwers: 17.111 Scheidsrechter: Slavko Vinčić |

|                                                  |                |       |          |                                                                                 |
| 16 oktober 2018 «onderlinge duels» 20:45 (UTC+3) | Oekraïne       | 1 − 0 | Tsjechië | Metaliststadion, Charkov Toeschouwers: 38.100 Scheidsrechter: Gediminas Mažeika |
| 16 oktober 2018 «onderlinge duels» 20:45 (UTC+3) | Malinovski 43' |       |          | Metaliststadion, Charkov Toeschouwers: 38.100 Scheidsrechter: Gediminas Mažeika |

|                                                   |                                        |       |                 |                                                                                          |
| 16 november 2018 «onderlinge duels» 20:45 (UTC+1) | Slowakije                              | 4 − 1 | Oekraïne        | Štadión Antona Malatinského, Trnava Toeschouwers: 9.764 Scheidsrechter: Nikola Dabanović |
| 16 november 2018 «onderlinge duels» 20:45 (UTC+1) | Rusnák 6' Kucka 26' Zreľák 52' Mak 61' |       | 47' Konopljanka | Štadión Antona Malatinského, Trnava Toeschouwers: 9.764 Scheidsrechter: Nikola Dabanović |

|                                                   |            |       |           |                                                                                |
| 19 november 2018 «onderlinge duels» 20:45 (UTC+1) | Tsjechië   | 1 − 0 | Slowakije | Sinobo Stadium, Praag Toeschouwers: 16.623 Scheidsrechter: Alejandro Hernández |
| 19 november 2018 «onderlinge duels» 20:45 (UTC+1) | Schick 32' |       |           | Sinobo Stadium, Praag Toeschouwers: 16.623 Scheidsrechter: Alejandro Hernández |

### Groep 2
| Pos | Team    | Wed | W | G | V | Ptn | DV | DT | +/− | Promotie                |
| --- | ------- | --- | - | - | - | --- | -- | -- | --- | ----------------------- |
| 1   | Zweden  | 4   | 2 | 1 | 1 | 7   | 5  | 3  | +2  | Promotie naar divisie A |
| 2   | Rusland | 4   | 2 | 1 | 1 | 7   | 4  | 3  | +1  |                         |
| 3   | Turkije | 4   | 1 | 0 | 3 | 3   | 4  | 7  | −3  |                         |

|                                                   |          |       |                            |                                                                                    |
| 7 september 2018 «onderlinge duels» 21:45 (UTC+3) | Turkije  | 1 − 2 | Rusland                    | Şenol Güneşstadion, Trabzon Toeschouwers: 29.702 Scheidsrechter: Artur Soares Dias |
| 7 september 2018 «onderlinge duels» 21:45 (UTC+3) | Aziz 41' |       | 13' Tsjerysjev 49' Dzjoeba | Şenol Güneşstadion, Trabzon Toeschouwers: 29.702 Scheidsrechter: Artur Soares Dias |

|                                                    |                         |       |                                  |                                                                             |
| 10 september 2018 «onderlinge duels» 20:45 (UTC+2) | Zweden                  | 2 − 3 | Turkije                          | Friends Arena, Solna Toeschouwers: 21.832 Scheidsrechter: Jesús Gil Manzano |
| 10 september 2018 «onderlinge duels» 20:45 (UTC+2) | Thelin 35' Claesson 49' |       | 51' Çalhanoğlu 88', 90+2' Akbaba | Friends Arena, Solna Toeschouwers: 21.832 Scheidsrechter: Jesús Gil Manzano |

|                                                  |         |       |        |                                                                                  |
| 11 oktober 2018 «onderlinge duels» 20:45 (UTC+1) | Rusland | 0 − 0 | Zweden | Stadion Kaliningrad, Kaliningrad Toeschouwers: 31.698 Scheidsrechter: Luca Banti |
| 11 oktober 2018 «onderlinge duels» 20:45 (UTC+1) |         |       |        | Stadion Kaliningrad, Kaliningrad Toeschouwers: 31.698 Scheidsrechter: Luca Banti |

|                                                  |                               |       |         |                                                                                       |
| 14 oktober 2018 «onderlinge duels» 19:00 (UTC+3) | Rusland                       | 2 − 0 | Turkije | Olympisch Stadion Fisjt, Sotsji Toeschouwers: 38.288 Scheidsrechter: Paweł Raczkowski |
| 14 oktober 2018 «onderlinge duels» 19:00 (UTC+3) | Neustädter 20' Tsjerysjev 78' |       |         | Olympisch Stadion Fisjt, Sotsji Toeschouwers: 38.288 Scheidsrechter: Paweł Raczkowski |

|                                                   |         |                      |        |                                                                                        |
| 17 november 2018 «onderlinge duels» 20:00 (UTC+3) | Turkije | 0 − 1                | Zweden | Eskişehir Atatürkstadion, Eskişehir Toeschouwers: 37.425 Scheidsrechter: István Kovács |
| 17 november 2018 «onderlinge duels» 20:00 (UTC+3) |         | 71' (pen.) Granqvist |        | Eskişehir Atatürkstadion, Eskişehir Toeschouwers: 37.425 Scheidsrechter: István Kovács |

|                                                   |                       |       |         |                                                                          |
| 20 november 2018 «onderlinge duels» 20:45 (UTC+1) | Zweden                | 2 − 0 | Rusland | Friends Arena, Solna Toeschouwers: 20.223 Scheidsrechter: Benoît Bastien |
| 20 november 2018 «onderlinge duels» 20:45 (UTC+1) | Lindelöf 41' Berg 72' |       |         | Friends Arena, Solna Toeschouwers: 20.223 Scheidsrechter: Benoît Bastien |

### Groep 3
| Pos | Team                  | Wed | W | G | V | Ptn | DV | DT | +/− | Promotie                |
| --- | --------------------- | --- | - | - | - | --- | -- | -- | --- | ----------------------- |
| 1   | Bosnië en Herzegovina | 4   | 3 | 1 | 0 | 10  | 5  | 1  | +4  | Promotie naar divisie A |
| 2   | Oostenrijk            | 4   | 2 | 1 | 1 | 7   | 3  | 2  | +1  |                         |
| 3   | Noord-Ierland         | 4   | 0 | 0 | 4 | 0   | 2  | 7  | −5  |                         |

|                                                   |               |       |                        |                                                                           |
| 8 september 2018 «onderlinge duels» 14:00 (UTC+1) | Noord-Ierland | 1 − 2 | Bosnië en Herzegovina  | Windsor Park, Belfast Toeschouwers: 16.942 Scheidsrechter: Pavel Královec |
| 8 september 2018 «onderlinge duels» 14:00 (UTC+1) | Grigg 90+3'   |       | 36' Duljević 64' Sarić | Windsor Park, Belfast Toeschouwers: 16.942 Scheidsrechter: Pavel Královec |

|                                                    |                       |       |            |                                                                       |
| 11 september 2018 «onderlinge duels» 20:45 (UTC+2) | Bosnië en Herzegovina | 1 − 0 | Oostenrijk | Bilino Polje, Zenica Toeschouwers: 9.100 Scheidsrechter: Ruddy Buquet |
| 11 september 2018 «onderlinge duels» 20:45 (UTC+2) | Džeko 78'             |       |            | Bilino Polje, Zenica Toeschouwers: 9.100 Scheidsrechter: Ruddy Buquet |

|                                                  |                |       |               |                                                                                |
| 12 oktober 2018 «onderlinge duels» 20:45 (UTC+1) | Oostenrijk     | 1 − 0 | Noord-Ierland | Ernst Happelstadion, Wenen Toeschouwers: 22.300 Scheidsrechter: Georgi Kabakov |
| 12 oktober 2018 «onderlinge duels» 20:45 (UTC+1) | Arnautović 71' |       |               | Ernst Happelstadion, Wenen Toeschouwers: 22.300 Scheidsrechter: Georgi Kabakov |

|                                                  |                       |       |               |                                                                                    |
| 15 oktober 2018 «onderlinge duels» 20:45 (UTC+1) | Bosnië en Herzegovina | 2 − 0 | Noord-Ierland | Stadion Grbavica, Sarajevo Toeschouwers: 11.050 Scheidsrechter: Mattias Gestranius |
| 15 oktober 2018 «onderlinge duels» 20:45 (UTC+1) | Džeko 27', 73'        |       |               | Stadion Grbavica, Sarajevo Toeschouwers: 11.050 Scheidsrechter: Mattias Gestranius |

|                                                   |            |       |                       |                                                                               |
| 15 november 2018 «onderlinge duels» 20:45 (UTC+1) | Oostenrijk | 0 − 0 | Bosnië en Herzegovina | Ernst Happelstadion, Wenen Toeschouwers: 37.200 Scheidsrechter: Andrew Dallas |
| 15 november 2018 «onderlinge duels» 20:45 (UTC+1) |            |       |                       | Ernst Happelstadion, Wenen Toeschouwers: 37.200 Scheidsrechter: Andrew Dallas |

|                                                 |               |       |                         |                                                                            |
| 18 november 2018 «onderlinge duels» 17:00 (UTC) | Noord-Ierland | 1 − 2 | Oostenrijk              | Windsor Park, Belfast Toeschouwers: 17.895 Scheidsrechter: Jonathan Lardot |
| 18 november 2018 «onderlinge duels» 17:00 (UTC) | Evans 57'     |       | 49' Schlager 90' Lazaro | Windsor Park, Belfast Toeschouwers: 17.895 Scheidsrechter: Jonathan Lardot |

### Groep 4
| Pos | Team       | Wed | W | G | V | Ptn | DV | DT | +/− | Promotie                |
| --- | ---------- | --- | - | - | - | --- | -- | -- | --- | ----------------------- |
| 1   | Denemarken | 4   | 2 | 2 | 0 | 8   | 4  | 1  | +3  | Promotie naar divisie A |
| 2   | Wales      | 4   | 2 | 0 | 2 | 6   | 6  | 5  | +1  |                         |
| 3   | Ierland    | 4   | 0 | 2 | 2 | 2   | 1  | 5  | −4  |                         |

|                                                   |                                             |       |              |                                                                                   |
| 6 september 2018 «onderlinge duels» 19:45 (UTC+1) | Wales                                       | 4 − 1 | Ierland      | Cardiff City Stadium, Cardiff Toeschouwers: 25.657 Scheidsrechter: Clément Turpin |
| 6 september 2018 «onderlinge duels» 19:45 (UTC+1) | Lawrence 6' Bale 18' Ramsey 37' Roberts 55' |       | 66' Williams | Cardiff City Stadium, Cardiff Toeschouwers: 25.657 Scheidsrechter: Clément Turpin |

|                                                   |                         |       |       |                                                                       |
| 9 september 2018 «onderlinge duels» 18:00 (UTC+2) | Denemarken              | 2 − 0 | Wales | Ceres Park, Aarhus Toeschouwers: 17.506 Scheidsrechter: Deniz Aytekin |
| 9 september 2018 «onderlinge duels» 18:00 (UTC+2) | Eriksen 32', 63' (pen.) |       |       | Ceres Park, Aarhus Toeschouwers: 17.506 Scheidsrechter: Deniz Aytekin |

|                                                |         |       |            |                                                                          |
| 13 oktober 2018 «onderlinge duels» 20:45 (UTC) | Ierland | 0 − 0 | Denemarken | Avivastadion, Dublin Toeschouwers: 41.220 Scheidsrechter: Xavier Estrada |
| 13 oktober 2018 «onderlinge duels» 20:45 (UTC) |         |       |            | Avivastadion, Dublin Toeschouwers: 41.220 Scheidsrechter: Xavier Estrada |

|                                                |         |            |       |                                                                         |
| 16 oktober 2018 «onderlinge duels» 20:45 (UTC) | Ierland | 0 − 1      | Wales | Avivastadion, Dublin Toeschouwers: 38.321 Scheidsrechter: Björn Kuipers |
| 16 oktober 2018 «onderlinge duels» 20:45 (UTC) |         | 58' Wilson |       | Avivastadion, Dublin Toeschouwers: 38.321 Scheidsrechter: Björn Kuipers |

|                                                 |          |       |                                  |                                                                                  |
| 16 november 2018 «onderlinge duels» 19:45 (UTC) | Wales    | 1 − 2 | Denemarken                       | Cardiff City Stadium, Cardiff Toeschouwers: 32.354 Scheidsrechter: Ivan Kružliak |
| 16 november 2018 «onderlinge duels» 19:45 (UTC) | Bale 89' |       | 42' N. Jørgensen 88' Braithwaite | Cardiff City Stadium, Cardiff Toeschouwers: 32.354 Scheidsrechter: Ivan Kružliak |

|                                                   |            |       |         |                                                                       |
| 19 november 2018 «onderlinge duels» 20:45 (UTC+1) | Denemarken | 0 − 0 | Ierland | Ceres Park, Aarhus Toeschouwers: 11.130 Scheidsrechter: Aliyar Ağayev |
| 19 november 2018 «onderlinge duels» 20:45 (UTC+1) |            |       |         | Ceres Park, Aarhus Toeschouwers: 11.130 Scheidsrechter: Aliyar Ağayev |

## Eindstand
De eindstand werd bepaald op basis van de regels die de UEFA opstelde. Deze tabel begon bij nummer 13 omdat nummers 1 tot en met 12 genummerd zijn bij divisie A.
| Pos | Grp | Team                  | Wed | W | G | V | Ptn | DV | DT | +/− |
| --- | --- | --------------------- | --- | - | - | - | --- | -- | -- | --- |
| 13  | 3   | Bosnië en Herzegovina | 4   | 3 | 1 | 0 | 10  | 5  | 1  | +4  |
| 14  | 1   | Oekraïne              | 4   | 3 | 0 | 1 | 9   | 5  | 5  | 0   |
| 15  | 4   | Denemarken            | 4   | 2 | 2 | 0 | 8   | 4  | 1  | +3  |
| 16  | 2   | Zweden                | 4   | 2 | 1 | 1 | 7   | 5  | 3  | +2  |
|     |     |                       |     |   |   |   |     |    |    |     |
| 17  | 2   | Rusland               | 4   | 2 | 1 | 1 | 7   | 4  | 3  | +1  |
| 18  | 3   | Oostenrijk            | 4   | 2 | 1 | 1 | 7   | 3  | 2  | +1  |
| 19  | 4   | Wales                 | 4   | 2 | 0 | 2 | 6   | 6  | 5  | +1  |
| 20  | 1   | Tsjechië              | 4   | 2 | 0 | 2 | 6   | 4  | 4  | 0   |
|     |     |                       |     |   |   |   |     |    |    |     |
| 21  | 1   | Slowakije             | 4   | 1 | 0 | 3 | 3   | 5  | 5  | 0   |
| 22  | 2   | Turkije               | 4   | 1 | 0 | 3 | 3   | 4  | 7  | −3  |
| 23  | 4   | Ierland               | 4   | 0 | 2 | 2 | 2   | 1  | 5  | −4  |
| 24  | 3   | Noord-Ierland         | 4   | 0 | 0 | 4 | 0   | 2  | 7  | −5  |

## Topscorers
| Pos. | Speler             |   | Gescoord met penalty | Pos.              | Speler             |   | Gescoord met penalty | Pos. | Speler               |   | Gescoord met penalty | Pos. | Speler        |   | Gescoord met penalty |
| ---- | ------------------ | - | -------------------- | ----------------- | ------------------ | - | -------------------- | ---- | -------------------- | - | -------------------- | ---- | ------------- | - | -------------------- |
| 1.   | Edin Džeko         | 3 | 0                    |                   | Martin Braithwaite | 1 | 0                    |      | Michael Krmenčík     | 1 | 0                    |      | Albert Rusnák | 1 | 0                    |
| 1.   | Patrik Schick      | 3 | 0                    | Hakan Çalhanoğlu  | 0                  | 1 | Juraj Kucka          | 0    | Elvis Sarić          | 1 | 0                    |      |               | 1 |                      |
| 3.   | Emre Akbaba        | 2 | 0                    | Viktor Claesson   | 0                  | 1 | Tom Lawrence         | 0    | Xaver Schlager       | 1 | 0                    |      |               | 1 |                      |
| 3.   | Gareth Bale        | 2 | 0                    | Haris Duljević    | 0                  | 1 | Valentino Lazaro     | 0    | Isaac Thelin         | 1 | 0                    |      |               | 1 |                      |
| 3.   | Christian Eriksen  | 2 | 1                    | Artjom Dzjoeba    | 0                  | 1 | Victor Lindelöf      | 0    | Shaun Williams       | 1 | 0                    |      |               | 1 |                      |
| 3.   | Jevhen Konopljanka | 2 | 0                    | Corry Evans       | 0                  | 1 | Róbert Mak           | 0    | Harry Wilson         | 1 | 0                    |      |               | 1 |                      |
| 3.   | Denis Tsjerysjev   | 2 | 0                    | Andreas Granqvist | 1                  | 1 | Roeslan Malinovski   | 0    | Andrij Jarmolenko    | 1 | 1                    |      |               | 1 |                      |
| 8.   | Marko Arnautović   | 1 | 0                    | Will Grigg        | 0                  | 1 | Roman Neustädter     | 0    | Oleksandr Zintsjenko | 1 | 0                    |      |               | 1 |                      |
| 8.   | Serdar Aziz        | 1 | 0                    | Marek Hamšík      | 0                  | 1 | Aaron Ramsey         | 0    | Adam Zreľák          | 1 | 0                    |      |               | 1 |                      |
| 8.   | Marcus Berg        | 1 | 0                    | Nicolai Jørgensen | 0                  | 1 | Connor Roberts       | 0    |                      | 1 |                      |      |               |   |                      |

## EK 2020 play-off
Uit iedere divisie speelden 4 landen die zich niet wisten te plaatsen via het reguliere kwalificatietoernooi voor een plek op het EK. 20 landen plaatsen zich via het reguliere toernooi en daarbij komen dus de 4 winnaars van deze play-off waardoor het uiteindelijk aantal op 24 zal uitkomen. In principe speelden de 4 groepswinnaars deze play-off, maar als deze landen zich plaatsen voor het EK 2020 werden deze vrijgekomen plaatsen door andere landen uit deze divisie ingevuld. Op 22 november 2019 werd er bij de loting bepaald dat de winnaar van de wedstrijd tussen Bosnië en Herzegovina en Noord-Ierland werd benoemd als 'thuisspelend' land tijdens de finale. De wedstrijden werden gespeeld tussen 8 oktober en 12 november 2020.
Schema
|  | Halve finale             | Halve finale   |  |                      | finale           | finale           |
|  |                          |                |  |                      |                  |                  |
|  | 8 oktober 2020           |                |  |                      |                  |                  |
|  | Bosnië en Herzegovina    | 1 (3)          |  |                      |                  |                  |
|  | Noord-Ierland (w.n.s.) * | 1 (4)          |  |                      | 12 november 2020 | 12 november 2020 |
|  |                          |                |  |                      | Noord-Ierland    | 1                |
|  | 8 oktober 2020           | 8 oktober 2020 |  | Slowakije (w.n.v.) * | 2                |                  |
|  | Slowakije (w.n.s.) *     | 0 (4)          |  |                      |                  |                  |
|  | Ierland                  | 0 (2)          |  |                      |                  |                  |